# Indigofera hamulosa
Indigofera hamulosa är en ärtväxtart som beskrevs av Rudolf Schlechter. Indigofera hamulosa ingår i släktet indigosläktet, och familjen ärtväxter. Inga underarter finns listade i Catalogue of Life.